# Campionato mondiale Superbike 2014
Il campionato mondiale Superbike 2014 è la ventisettesima edizione del campionato mondiale Superbike. Per il secondo anno consecutivo l'organizzazione è affidata alla Dorna, società che gestisce da decenni il motomondiale

## Novità regolamentari
Numerose le novità regolamentari ed organizzative introdotte da questa stagione. Il numero di motori utilizzabili da ogni pilota per l'intero campionato viene limitato a 8 unità (a titolo esemplificativo, Max Biaggi nella stagione 2010 ha usato 42 differenti unità propulsive nella sua Aprilia), e anche le tipologie di rapporti del cambio sono limitate a due serie (sebbene non sia limitato il numero di ingranaggi di ricambio). Ridotto poi di circa la metà il costo del pacchetto freni/sospensioni e imposto un prezzo fisso alle case per il pacchetto completo moto/ricambi/assistenza, affinché sia maggiormente accessibile ai team privati il materiale "semi-ufficiale".
Ma la novità più rilevante riguarda l'introduzione di una nuova categoria di moto che correranno insieme alle Superbike, tale classe di motociclette viene chiamata Superbike EVO. Le Superbike EVO rispettano i dettami tecnici delle motociclette Superstock per quel che concerne parte motoristica ed elettronica, mentre per la ciclistica esse rispettano lo stesso regolamento esistente per le Superbike. L'istituzione di questa nuova categoria, ispirata dal campionato britannico (che l'ha introdotta per i privati nel 2010 ed estesa a tutti dal 2012), va nella direzione della riduzione dei costi, con le squadre che approfittano dei risparmi di circa l'80% sui costi dei motori per l'intera stagione legati all'uso di componenti più vicini alla produzione di serie.
Altra modifica regolamentare riguarda il sistema di qualifiche, che non si svolgerà con il sistema della Superpole (qualifiche divise in tre frazioni, andando via via eliminando i piloti più lenti) ma andando a mutuare quello che il sistema di qualificazione in vigore nel motomondiale.
Dal punto di vista organizzativo, la Dorna, dopo aver evitato le concomitanze col motomondiale, ha modificato anche gli orari di inizio delle gare, con la prima alle ore 10:30 e la seconda alle 13:10, per non accavallare gli spazi televisivi della superbike con quelli della Formula 1 nei fine settimana di concomitanza delle gare.

## Partecipanti
fonte: sito ufficiale FIM
Aumenta il numero delle case costruttrici coinvolte a vario titolo nel mondiale. Confermata la presenza delle squadre ufficiali Aprilia, Kawasaki e Ducati, mentre Honda, Suzuki e MV Agusta si appoggiano a squadre esterne, con la BMW che invece, dopo il ritiro della squadra ufficiale,  schiera solo una moto nella classe SBK e tre moto nella "EVO" coi team BMW Motorrad Italia e BMW Team Tóth, categoria dove sono presenti anche varie Kawasaki e la Ducati del team Althea Racing.
Tra i nuovi costruttori ci sono la Erik Buell Racing e la Bimota (quest'ultima nella categoria Superbike EVO), con l'azienda statunitense che ha ottenuto in extremis l'omologazione della sua EBR 1190 RX, mentre la casa riminese, che in un primo momento non era ancora riuscita a produrre il numero di esemplari della sua BB3 motorizzata BMW richiesti dalla Federazione Motociclistica Internazionale, è stata in seguito ammessa "con riserva".
Una modifica regolamentare successiva all'avvio della stagione, infatti, ha modificato il numero di esemplari da produrre per raggiungere l'omologazione e le relative scadenze, nell'ottica di favorire l'ingresso di nuovi costruttori, prevedendo (in una successiva modifica) anche l'ammissione "in deroga" per i modelli non ancora omologati, con relativa impossibilità di ottenere punti né per il costruttore né per i piloti fintanto che non si ottenga l'effettiva omologazione.
Tutte le motociclette in competizione sono equipaggiate con pneumatici forniti dalla Pirelli.
| Nº  | Pilota               | Squadra                        | Motocicletta           | Classe  |
| --- | -------------------- | ------------------------------ | ---------------------- | ------- |
| 1   | Tom Sykes            | Kawasaki Racing                | Kawasaki ZX-10R        | SBK     |
| 2   | Christian Iddon      | Bimota Alstare                 | Bimota BB3             | SBK EVO |
| 7   | Chaz Davies          | Ducati Superbike               | Ducati 1199 Panigale R | SBK     |
| 9   | Fabien Foret         | Mahi Racing Team India         | Kawasaki ZX-10R        | SBK EVO |
| 9   | Fabien Foret         | Team Pedercini                 | Kawasaki ZX-10R        | SBK EVO |
| 10  | Imre Tóth            | BMW Team Tóth                  | BMW S1000 RR           | SBK     |
| 11  | Jérémy Guarnoni      | MRS Kawasaki                   | Kawasaki ZX-10R        | SBK EVO |
| 12  | Mathew Walters       | Team Pedercini                 | Kawasaki ZX-10R        | SBK EVO |
| 14  | Glen Allerton        | BMW Motorrad Italia            | BMW S1000 RR           | SBK EVO |
| 15  | Matteo Baiocco       | Grandi Corse by A.P. Racing    | Ducati 1199 Panigale R | SBK EVO |
| 16  | Gábor Rizmayer       | BMW Team Tóth                  | BMW S1000 RR           | SBK     |
| 16  | Gábor Rizmayer       | BMW Team Tóth                  | BMW S1000 RR           | SBK EVO |
| 18  | Chris Ulrich         | Geico Motorcycle Road Rac.     | Honda CBR1000RR        | SBK     |
| 19  | Leon Camier          | BMW Motorrad Italia            | BMW S1000 RR           | SBK EVO |
| 19  | Leon Camier          | MV Agusta Reparto Corse        | MV Agusta F4 RR        | SBK     |
| 20  | Aaron Yates          | Hero EBR                       | EBR 1190 RX            | SBK     |
| 21  | Alessandro Andreozzi | Team Pedercini                 | Kawasaki ZX-10R        | SBK EVO |
| 22  | Alex Lowes           | Voltcom Crescent Suzuki        | Suzuki GSX-R1000       | SBK     |
| 23  | Luca Scassa          | Team Pedercini                 | Kawasaki ZX-10R        | SBK EVO |
| 24  | Toni Elías           | Red Devils Roma                | Aprilia RSV4 Factory   | SBK     |
| 27  | Max Neukirchner      | 3C Racing                      | Ducati 1199 Panigale R | SBK     |
| 30  | Michaël Savary       | Dream Team Company             | MV Agusta F4 RR        | SBK     |
| 32  | Sheridan Morais      | Iron Brain Grillini Kawasaki   | Kawasaki ZX-10R        | SBK EVO |
| 33  | Marco Melandri       | Aprilia Racing                 | Aprilia RSV4 Factory   | SBK     |
| 34  | Davide Giugliano     | Ducati Superbike               | Ducati 1199 Panigale R | SBK     |
| 44  | David Salom          | Kawasaki Racing                | Kawasaki ZX-10R        | SBK EVO |
| 48  | Riccardo Russo       | Team Pedercini                 | Kawasaki ZX-10R        | SBK EVO |
| 50  | Sylvain Guintoli     | Aprilia Racing                 | Aprilia RSV4 Factory   | SBK     |
| 52  | Sylvain Barrier      | BMW Motorrad Italia            | BMW S1000 RR           | SBK EVO |
| 56  | Péter Sebestyén      | BMW Team Tóth                  | BMW S1000 RR           | SBK EVO |
| 57  | Lorenzo Lanzi        | 3C Racing                      | Ducati 1199 Panigale R | SBK     |
| 58  | Eugene Laverty       | Voltcom Crescent Suzuki        | Suzuki GSX-R1000       | SBK     |
| 59  | Niccolò Canepa       | Althea Racing                  | Ducati 1199 Panigale R | SBK EVO |
| 65  | Jonathan Rea         | Pata Honda                     | Honda CBR1000RR        | SBK     |
| 67  | Bryan Staring        | Iron Brain Grillini Kawasaki   | Kawasaki ZX-10R        | SBK EVO |
| 71  | Claudio Corti        | MV Agusta RC-Yakhnich M.       | MV Agusta F4 RR        | SBK     |
| 71  | Claudio Corti        | MV Agusta Reparto Corse        | MV Agusta F4 RR        | SBK     |
| 72  | Larry Pegram         | Foremost Insurance EBR         | EBR 1190 RX            | SBK     |
| 74  | Nicolas Salchaud     | Dream Team Company             | MV Agusta F4 RR        | SBK     |
| 76  | Loris Baz            | Kawasaki Racing                | Kawasaki ZX-10R        | SBK     |
| 77  | Kervin Bos           | Winteb Liquid Rubber Racing T. | Honda CBR1000RR        | SBK EVO |
| 84  | Michel Fabrizio      | Iron Brain Grillini Kawasaki   | Kawasaki ZX-10R        | SBK EVO |
| 86  | Ayrton Badovini      | Bimota Alstare                 | Bimota BB3             | SBK EVO |
| 91  | Leon Haslam          | Pata Honda                     | Honda CBR1000RR        | SBK     |
| 95  | Alex Cudlin          | Team Pedercini                 | Kawasaki ZX-10R        | SBK EVO |
| 98  | Romain Lanusse       | Team Pedercini                 | Kawasaki ZX-10R        | SBK EVO |
| 99  | Geoff May            | Hero EBR                       | EBR 1190 RX            | SBK     |
| 112 | Ivan Goi             | Barni Racing                   | Ducati 1199 Panigale R | SBK EVO |
| 212 | Javier Forés         | 3C Racing                      | Ducati 1199 Panigale R | SBK     |

| Legenda            |
| ------------------ |
| Pilota wildcard    |
| Pilota sostitutivo |

## Calendario
fonte: sito ufficiale FIM
Nel calendario del campionato mondiale Superbike 2014 erano previste 14 GP da due gare, per un totale di 28 gare. Gli annullamenti delle prove in Russia e in Sudafrica hanno portato il numero complessivo delle gare a 24. I nuovi tracciati ad ospitare il campionato sono stati Sepang per la tappa in Malaysia e i ritorni dei circuiti di Misano e Losail rispettivamente per le trasferte di Italia e Qatar.
Nonostante i diversi nuovi circuiti introdotti, sono stati più i circuiti eliminati dal calendario che quelli reintegrati. Il calendario infatti è rimasto orfano dei circuiti di:

• Monza per il GP d'Italia. Lo storico circuito infatti è stato valutato non omologato per il campionato.

• Per accordi economici mancati, sono stati eliminati i circuiti di Silverstone, Nürburgring e Istanbul. In questo modo sono scomparsi rispettivamente uno dei due circuiti in Regno Unito, la neo arrivata prova in Turchia, ma soprattutto la tappa in Germania, visto che il Nürburgring non è stato sostituito da un'altra pista tedesca.

• Ad aprile, poco prima della seconda prova, a causa di complicazioni economiche è saltata la prova in Russia al Moscow Raceway, inizialmente previsto nel calendario per settembre.

• Per ottobre era prevista una tappa anche in Sudafrica sul circuito di Welkom, ma a fine luglio è stata annunciata l'eliminazione della prova, perché il circuito non ha compiuto in tempo i necessari lavori di messa in sicurezza.

• La stagione, iniziata con 14 prove in programma, si è poi conclusa su un totale di 12.
Inoltre anche i circuiti di Laguna Seca e Portimão hanno avuto difficoltà ad essere ammessi a causa di complicazioni di tipo economico, ma queste due prove sono state regolarmente corse.
| Nº | Data        | Gran Premio | Circuito       | Superpole        | Vincitore gara 1 | Vincitore gara 2 | Leader del campionato | Resoconto |
| -- | ----------- | ----------- | -------------- | ---------------- | ---------------- | ---------------- | --------------------- | --------- |
| 1  | 23 febbraio | Australia   | Phillip Island | Sylvain Guintoli | Eugene Laverty   | Sylvain Guintoli | Sylvain Guintoli      | Resoconto |
| 2  | 13 aprile   | Spagna      | Aragona        | Tom Sykes        | Tom Sykes        | Tom Sykes        | Tom Sykes             | Resoconto |
| 3  | 27 aprile   | Paesi Bassi | Assen          | Loris Baz        | Sylvain Guintoli | Jonathan Rea     | Tom Sykes             | Resoconto |
| 4  | 11 maggio   | Italia      | Imola          | Jonathan Rea     | Jonathan Rea     | Jonathan Rea     | Jonathan Rea          | Resoconto |
| 5  | 25 maggio   | Regno Unito | Donington      | Davide Giugliano | Tom Sykes        | Tom Sykes        | Tom Sykes             | Resoconto |
| 6  | 8 giugno    | Malaysia    | Sepang         | Sylvain Guintoli | Marco Melandri   | Marco Melandri   | Tom Sykes             | Resoconto |
| 7  | 22 giugno   | Italia      | Misano         | Tom Sykes        | Tom Sykes        | Tom Sykes        | Tom Sykes             | Resoconto |
| 8  | 6 luglio    | Portogallo  | Portimão       | Tom Sykes        | Tom Sykes        | Jonathan Rea     | Tom Sykes             | Resoconto |
| 9  | 13 luglio   | Stati Uniti | Laguna Seca    | Tom Sykes        | Marco Melandri   | Tom Sykes        | Tom Sykes             | Resoconto |
| 10 | 7 settembre | Spagna      | Jerez          | Loris Baz        | Marco Melandri   | Marco Melandri   | Tom Sykes             | Resoconto |
| 11 | 5 ottobre   | Francia     | Magny-Cours    | Tom Sykes        | Sylvain Guintoli | Marco Melandri   | Tom Sykes             | Resoconto |
| 12 | 2 novembre  | Qatar       | Losail         | Davide Giugliano | Sylvain Guintoli | Sylvain Guintoli | Sylvain Guintoli      | Resoconto |

## Classifiche

### Classifica Piloti

#### Mondiale
| Pos. | Pilota               | Moto            |     |     |     |     |     |     |     |     |     |     |     |     |     |     |     |     |     |     |     |     |     |     |     |     | P.ti |
| ---- | -------------------- | --------------- | --- | --- | --- | --- | --- | --- | --- | --- | --- | --- | --- | --- | --- | --- | --- | --- | --- | --- | --- | --- | --- | --- | --- | --- | ---- |
| 1    | Sylvain Guintoli     | Aprilia         | 3   | 1   | 6   | 4   | 1   | 9   | 5   | 3   | 7   | 3   | 2   | 2   | 5   | 4   | 2   | 7   | 2   | 2   | 2   | 2   | 1   | 2   | 1   | 1   | 416  |
| 2    | Tom Sykes            | Kawasaki        | 7   | 3   | 1   | 1   | 2   | 4   | 3   | 5   | 1   | 1   | Rit | 3   | 1   | 1   | 1   | 8   | 3   | 1   | 5   | 3   | 4   | 4   | 3   | 3   | 410  |
| 3    | Jonathan Rea         | Honda           | 6   | 5   | 3   | 5   | 3   | 1   | 1   | 1   | 6   | 6   | 6   | 6   | 7   | 5   | 5   | 1   | 6   | 3   | 4   | 5   | 3   | Rit | 4   | 2   | 334  |
| 4    | Marco Melandri       | Aprilia         | 2   | 8   | 11  | 3   | 6   | 6   | 6   | 11  | 4   | 17  | 1   | 1   | 3   | 3   | 4   | Rit | 1   | Rit | 1   | 1   | 2   | 1   | 8   | 4   | 333  |
| 5    | Loris Baz            | Kawasaki        | 5   | 2   | 2   | 2   | 4   | 7   | 4   | 4   | 2   | 2   | Rit | 5   | 2   | 2   | 3   | 6   | 9   | 6   | Rit | 7   | 5   | 7   | 2   | 7   | 311  |
| 6    | Chaz Davies          | Ducati          | 8   | 7   | 4   | Rit | 7   | 8   | 2   | 2   | 5   | 5   | 4   | 8   | 4   | Rit | Rit | 3   | Rit | NP  | 3   | 4   | Rit | 9   | 7   | 5   | 215  |
| 7    | Leon Haslam          | Honda           | Rit | 6   | 9   | 8   | 8   | 5   | 10  | 8   | 8   | 7   | 7   | 11  | 10  | 12  | 11  | 5   | 7   | 7   | 7   | 8   | 6   | 3   | 11  | 10  | 187  |
| 8    | Davide Giugliano     | Ducati          | 4   | 4   | 8   | 7   | Rit | 3   | Rit | 6   | Rit | 4   | 8   | 10  | 8   | 9   | 7   | 2   | 4   | Rit | Rit | Rit | 7   | Rit | 5   | 8   | 181  |
| 9    | Toni Elías           | Aprilia         | Rit | 9   | 7   | 9   | 5   | Rit | 9   | 7   | 9   | 8   | 5   | 4   | 6   | 6   | Rit | 10  | 5   | 5   | 8   | 10  | Rit | Rit | 6   | 6   | 171  |
| 10   | Eugene Laverty       | Suzuki          | 1   | Rit | 5   | 6   | Rit | Rit | 7   | 9   | Rit | 13  | 3   | 7   | 9   | 7   | 8   | 9   | Rit | 4   | 6   | 6   | 19  | Rit | 9   | Rit | 161  |
| 11   | Alex Lowes           | Suzuki          | Rit | 13  | 10  | Rit | 9   | 2   | 8   | 10  | 3   | 9   | Rit | 9   | Rit | 8   | 6   | 4   | 8   | NP  | Rit | 9   | Rit | Rit | 10  | 9   | 139  |
| 12   | David Salom          | Kawasaki        | 9   | 10  | 13  | 10  | 12  | 15  | 12  | 13  | 10  | 10  | 9   | 13  | 11  | 10  | 9   | 17  | 10  | 8   | 9   | Rit | NP  | NP  | 13  | 11  | 103  |
| 13   | Niccolò Canepa       | Ducati          | 10  | 11  | Rit | 11  | 10  | 10  | Rit | Rit | 11  | 11  | Rit | 15  | 12  | 16  | 13  | 18  | 11  | Rit | 14  | 15  | 11  | 10  | 12  | 12  | 73   |
| 14   | Jérémy Guarnoni      | Kawasaki        | 14  | 16  | 14  | Rit | 15  | Rit | 14  | 16  | 13  | 14  | 11  | 14  | 16  | Rit | 12  | 13  | 14  | 11  | 11  | 13  | 12  | Rit | 16  | Rit | 45   |
| 15   | Sylvain Barrier      | BMW             |     |     |     |     |     |     |     |     |     |     |     |     | 15  | 11  | 10  | 11  | 12  | Rit | 10  | 11  | 10  | Rit | 14  | Rit | 40   |
| 16   | Leon Camier          | BMW e MV Agusta |     |     | 12  | 12  | 13  | Rit | 11  | 12  | NP  | NP  | 10  | 12  |     |     |     |     | 15  | 10  | NP  | NP  |     |     |     |     | 37   |
| 17   | Claudio Corti        | MV Agusta       | 13  | 18  | Rit | Rit | 14  | Rit | 18  | Rit | 15  | 12  | Rit | NP  | 13  | 17  | NP  | NP  |     |     | 15  | Rit | 13  | 8   | Rit | 14  | 27   |
| 18   | Sheridan Morais      | Kawasaki        | 15  | 14  | 15  | 13  | 16  | 13  | 17  | Rit | 19  | 16  | Rit | 17  | Rit | Rit | Rit | 12  | 20  | 13  | 13  | 12  | 17  | Rit |     |     | 24   |
| 19   | Alessandro Andreozzi | Kawasaki        | Rit | 17  | 19  | 16  | 17  | Rit | 15  | 17  | 14  | 15  | 12  | Rit | Rit | 15  | 15  | 16  | 16  | 9   | 12  | Rit | Rit | NP  | Rit | 15  | 22   |
| 20   | Fabien Foret         | Kawasaki        | 12  | 12  | Rit | 15  | Rit | Rit | 16  | 15  | 12  | 18  | Rit | Rit | Rit | NP  | Rit | NP  |     |     |     |     | 15  | 11  |     |     | 20   |
| 21   | Lorenzo Lanzi        | Ducati          |     |     |     |     |     |     |     |     |     |     |     |     |     |     |     |     |     |     |     |     | 8   | 5   |     |     | 19   |
| 22   | Bryan Staring        | Kawasaki        |     |     |     |     |     |     |     |     | NP  | NP  | 13  | 16  | 18  | 18  | 19  | 14  | 13  | 12  | Rit | Rit | 15  | 13  |     |     | 18   |
| 23   | Max Neukirchner      | Ducati          |     |     |     |     |     |     |     |     |     |     |     |     |     |     |     |     |     |     |     |     | 9   | 6   |     |     | 17   |
| 24   | Luca Scassa          | Kawasaki        |     |     | 16  | 14  | 11  | 12  | 13  | 14  |     |     |     |     |     |     |     |     |     |     |     |     |     |     |     |     | 16   |
| 25   | Gábor Rizmayer       | BMW             |     |     |     |     |     |     |     |     |     |     |     |     |     |     | 17  | 19  | 17  | 15  | 16  | 14  | Rit | 12  | Rit | NP  | 7    |
| 26   | Glenn Allerton       | BMW             | 11  | 15  |     |     |     |     |     |     |     |     |     |     |     |     |     |     |     |     |     |     |     |     |     |     | 6    |
| 27   | Kervin Bos           | Honda           |     |     |     |     | 18  | 11  |     |     |     |     |     |     |     |     |     |     |     |     |     |     |     |     |     |     | 5    |
| 28   | Imre Tóth            | BMW             | 16  | 19  | 18  | 17  | 20  | 16  | 20  | 19  | 18  | 20  | 14  | 18  | NP  | NP  |     |     |     |     |     |     | 20  | 13  | 18  | 17  | 5    |
| 29   | Ivan Goi             | Ducati          |     |     |     |     |     |     | Rit | NP  |     |     |     |     | 14  | 13  |     |     |     |     |     |     |     |     |     |     | 5    |
| 30   | Riccardo Russo       | Kawasaki        |     |     |     |     |     |     |     |     |     |     |     |     | 17  | 14  | 14  | 15  |     |     |     |     |     |     |     |     | 5    |
| 31   | Larry Pegram         | EBR             |     |     |     |     |     |     |     |     |     |     |     |     |     |     |     |     | Rit | 14  |     |     |     |     |     |     | 2    |
| 32   | Michel Fabrizio      | Kawasaki        |     |     | Rit | Rit | Rit | 14  | Rit | Rit |     |     |     |     |     |     |     |     |     |     |     |     |     |     |     |     | 2    |
| 33   | Romain Lanusse       | Kawasaki        |     |     |     |     |     |     |     |     | 16  | 19  | 15  | Rit |     |     |     |     |     |     |     |     |     |     |     |     | 1    |
| NC   | Geoff May            | EBR             | NP  | NP  | Rit | 20  | 19  | NP  | NP  | 18  | NP  | NP  | NQ  | NQ  | Rit | Rit | Rit | Rit | 18  | 16  | 17  | Rit | 18  | Rit | 17  | 16  | 0    |
|      | Aaron Yates          | EBR             | 17  | 20  | 17  | 19  | Rit | NP  | Rit | Rit | 17  | Rit | 16  | 20  | Rit | NP  | 16  | Rit | Rit | NP  | Rit | 16  | Rit | Rit | Rit | Rit | 0    |
|      | Nicolas Salchaud     | MV Agusta       |     |     |     |     |     |     |     |     |     |     |     |     |     |     |     |     |     |     |     |     | 16  | Rit |     |     | 0    |
|      | Chris Ulrich         | Honda           |     |     |     |     |     |     |     |     |     |     |     |     |     |     |     |     | 19  | 17  |     |     |     |     |     |     | 0    |
|      | Alex Cudlin          | Kawasaki        |     |     |     |     |     |     |     |     |     |     |     |     |     |     |     |     |     |     |     |     |     |     | Rit | 18  | 0    |
|      | Péter Sebestyén      | BMW             | NQ  | NQ  | 20  | 18  | Rit | NP  | 19  | Rit | NQ  | NQ  | Rit | 19  | 19  | 19  | Rit | NP  | Rit | NP  |     |     |     |     |     |     | 0    |
|      | Javier Forés         | Ducati          |     |     |     |     |     |     |     |     |     |     |     |     |     |     |     |     |     |     |     |     | Rit | Rit |     |     | 0    |
|      | Matteo Baiocco       | Ducati          |     |     |     |     |     |     |     |     |     |     |     |     | Rit | NP  |     |     |     |     |     |     |     |     |     |     | 0    |
|      | Michaël Savary       | MV Agusta       |     |     |     |     |     |     |     |     |     |     |     |     | NP  | NP  |     |     |     |     |     |     |     |     |     |     | 0    |
|      | Matthew Walters      | Kawasaki        | NP  | NP  |     |     |     |     |     |     |     |     |     |     |     |     |     |     |     |     |     |     |     |     |     |     | 0    |
|      | Ayrton Badovini      | Bimota          |     |     | NV  | NV  | NV  | NV  | NV  | NV  | NV  | NV  | NV  | NV  | NV  | NV  | NV  | NV  | NV  | NV  |     |     |     |     |     |     | 0    |
|      | Christian Iddon      | Bimota          |     |     | NV  | NV  | NV  | NV  | NV  | NV  | NV  | NV  | NV  | NV  | NV  | NV  | NV  | NV  | NV  | NV  |     |     |     |     |     |     | 0    |
| Pos  | Pilota               | Moto            |     |     |     |     |     |     |     |     |     |     |     |     |     |     |     |     |     |     |     |     |     |     |     |     | P.ti |

| Legenda | 1º posto        | 2º posto            | 3º posto           | A punti      | Senza punti        | Grassetto – Pole position Corsivo – Giro più veloce |
| Legenda | Gara non valida | Non qual./Non part. | Ritirato/Non class | Squalificato | '-' Dato non disp. | Grassetto – Pole position Corsivo – Giro più veloce |

#### Trofeo Superbike EVO
| Pos. | Pilota               | Moto     |     |    |     |     |     |     |     |     |    |    |     |     |     |     |     |    |     |     |     |     |     |     |     |     | P.ti |
| ---- | -------------------- | -------- | --- | -- | --- | --- | --- | --- | --- | --- | -- | -- | --- | --- | --- | --- | --- | -- | --- | --- | --- | --- | --- | --- | --- | --- | ---- |
| 1    | David Salom          | Kawasaki | 9   | 10 | 13  | 10  | 12  | 15  | 12  | 13  | 10 | 10 | 9   | 13  | 11  | 10  | 9   | 17 | 10  | 8   | 9   | Rit | NP  | NP  | 13  | 11  | 103  |
| 2    | Niccolò Canepa       | Ducati   | 10  | 11 | Rit | 11  | 10  | 10  | Rit | Rit | 11 | 11 | Rit | 15  | 12  | 16  | 13  | 18 | 11  | Rit | 14  | 15  | 11  | 10  | 12  | 12  | 73   |
| 3    | Jérémy Guarnoni      | Kawasaki | 14  | 16 | 14  | Rit | 15  | Rit | 14  | 16  | 13 | 14 | 11  | 14  | 16  | Rit | 12  | 13 | 14  | 11  | 11  | 13  | 12  | Rit | 16  | Rit | 45   |
| 4    | Sylvain Barrier      | BMW      |     |    |     |     |     |     |     |     |    |    |     |     | 15  | 11  | 10  | 11 | 12  | Rit | 10  | 11  | 10  | Rit | 14  | Rit | 40   |
| 5    | Leon Camier          | BMW      |     |    | 12  | 12  | 13  | Rit | 11  | 12  | NP | NP | 10  | 12  |     |     |     |    |     |     |     |     |     |     |     |     | 30   |
| 6    | Sheridan Morais      | Kawasaki | 15  | 14 | 15  | 13  | 16  | 13  | 17  | Rit | 19 | 16 | Rit | 17  | Rit | Rit | Rit | 12 | 20  | 13  | 13  | 12  | 17  | Rit |     |     | 24   |
| 7    | Alessandro Andreozzi | Kawasaki | Rit | 17 | 19  | 16  | 17  | Rit | 15  | 17  | 14 | 15 | 12  | Rit | Rit | 15  | 15  | 16 | 16  | 9   | 12  | Rit | Rit | NP  | Rit | 15  | 22   |
| 8    | Fabien Foret         | Kawasaki | 12  | 12 | Rit | 15  | Rit | Rit | 16  | 15  | 12 | 18 | Rit | Rit | Rit | NP  | Rit | NP |     |     |     |     | 15  | 11  |     |     | 20   |
| 9    | Bryan Staring        | Kawasaki |     |    |     |     |     |     |     |     | NP | NP | 13  | 16  | 18  | 18  | 19  | 14 | 13  | 12  | Rit | Rit | 15  | 13  |     |     | 18   |
| 10   | Luca Scassa          | Kawasaki |     |    | 16  | 14  | 11  | 12  | 13  | 14  |    |    |     |     |     |     |     |    |     |     |     |     |     |     |     |     | 16   |
| 11   | Glenn Allerton       | BMW      | 11  | 15 |     |     |     |     |     |     |    |    |     |     |     |     |     |    |     |     |     |     |     |     |     |     | 6    |
| 12   | Gábor Rizmayer       | BMW      |     |    |     |     |     |     |     |     |    |    |     |     |     |     |     |    |     |     | 16  | 14  | Rit | 12  | Rit | NP  | 6    |
| 13   | Kervin Bos           | Honda    |     |    |     |     | 18  | 11  |     |     |    |    |     |     |     |     |     |    |     |     |     |     |     |     |     |     | 5    |
| 14   | Ivan Goi             | Ducati   |     |    |     |     |     |     | Rit | NP  |    |    |     |     | 14  | 13  |     |    |     |     |     |     |     |     |     |     | 5    |
| 15   | Riccardo Russo       | Kawasaki |     |    |     |     |     |     |     |     |    |    |     |     | 17  | 14  | 14  | 15 |     |     |     |     |     |     |     |     | 5    |
| 16   | Michel Fabrizio      | Kawasaki |     |    | Rit | Rit | Rit | 14  | Rit | Rit |    |    |     |     |     |     |     |    |     |     |     |     |     |     |     |     | 2    |
| 17   | Romain Lanusse       | Kawasaki |     |    |     |     |     |     |     |     | 16 | 19 | 15  | Rit |     |     |     |    |     |     |     |     |     |     |     |     | 1    |
| NC   | Alex Cudlin          | Kawasaki |     |    |     |     |     |     |     |     |    |    |     |     |     |     |     |    |     |     |     |     |     |     | Rit | 18  | 0    |
|      | Péter Sebestyén      | BMW      | NQ  | NQ | 20  | 18  | Rit | NP  | 19  | Rit | NQ | NQ | Rit | 19  | 19  | 19  | Rit | NP | Rit | NP  |     |     |     |     |     |     | 0    |
|      | Matteo Baiocco       | Ducati   |     |    |     |     |     |     |     |     |    |    |     |     | Rit | NP  |     |    |     |     |     |     |     |     |     |     | 0    |
|      | Matthew Walters      | Kawasaki | NP  | NP |     |     |     |     |     |     |    |    |     |     |     |     |     |    |     |     |     |     |     |     |     |     | 0    |
|      | Ayrton Badovini      | Bimota   |     |    | NV  | NV  | NV  | NV  | NV  | NV  | NV | NV | NV  | NV  | NV  | NV  | NV  | NV | NV  | NV  |     |     |     |     |     |     | 0    |
|      | Christian Iddon      | Bimota   |     |    | NV  | NV  | NV  | NV  | NV  | NV  | NV | NV | NV  | NV  | NV  | NV  | NV  | NV | NV  | NV  |     |     |     |     |     |     | 0    |
| Pos  | Pilota               | Moto     |     |    |     |     |     |     |     |     |    |    |     |     |     |     |     |    |     |     |     |     |     |     |     |     | P.ti |

| Legenda | 1º posto        | 2º posto            | 3º posto           | A punti      | Senza punti        | Grassetto – Pole position Corsivo – Giro più veloce |
| Legenda | Gara non valida | Non qual./Non part. | Ritirato/Non class | Squalificato | '-' Dato non disp. | Grassetto – Pole position Corsivo – Giro più veloce |

### Sistema di punteggio
| Pos.  | 1  | 2  | 3  | 4  | 5  | 6  | 7 | 8 | 9 | 10 | 11 | 12 | 13 | 14 | 15 | 16> |
| ----- | -- | -- | -- | -- | -- | -- | - | - | - | -- | -- | -- | -- | -- | -- | --- |
| Punti | 25 | 20 | 16 | 13 | 11 | 10 | 9 | 8 | 7 | 6  | 5  | 4  | 3  | 2  | 1  | 0   |

### Classifica Costruttori
| Pos. | Costruttore | Motocicletta    |    |    |     |     |    |     |     |     |    |     |     |    |     |     |    |     |    |     |    |     |    |     |     |     | P.ti |
| ---- | ----------- | --------------- | -- | -- | --- | --- | -- | --- | --- | --- | -- | --- | --- | -- | --- | --- | -- | --- | -- | --- | -- | --- | -- | --- | --- | --- | ---- |
| 1    | Aprilia     | RSV4 Factory    | 2  | 1  | 6   | 3   | 1  | 6   | 5   | 3   | 4  | 3   | 1   | 1  | 3   | 3   | 2  | 7   | 1  | 2   | 1  | 1   | 1  | 1   | 1   | 1   | 468  |
| 2    | Kawasaki    | ZX-10R          | 5  | 2  | 1   | 1   | 2  | 4   | 3   | 4   | 1  | 1   | 9   | 3  | 1   | 1   | 1  | 6   | 3  | 1   | 5  | 3   | 4  | 4   | 2   | 3   | 431  |
| 3    | Honda       | CBR1000RR       | 6  | 5  | 3   | 5   | 3  | 1   | 1   | 1   | 6  | 6   | 6   | 6  | 7   | 5   | 5  | 1   | 6  | 3   | 4  | 5   | 3  | 3   | 4   | 2   | 350  |
| 4    | Ducati      | 1199 Panigale R | 4  | 4  | 4   | 7   | 7  | 3   | 2   | 2   | 5  | 4   | 4   | 8  | 4   | 9   | 7  | 2   | 4  | Rit | 3  | 4   | 7  | 5   | 5   | 5   | 291  |
| 5    | Suzuki      | GSX-R1000       | 1  | 13 | 5   | 6   | 9  | 2   | 7   | 9   | 3  | 9   | 3   | 7  | 9   | 7   | 6  | 4   | 8  | 4   | 6  | 6   | 19 | Rit | 9   | 9   | 234  |
| 6    | BMW         | S1000RR         | 11 | 15 | 12  | 12  | 13 | 16  | 11  | 12  | 18 | 20  | 10  | 12 | 15  | 11  | 10 | 11  | 12 | 15  | 10 | 11  | 10 | 12  | 14  | Rit | 81   |
| 7    | MV Agusta   | F4 RR           | 13 | 18 | Rit | Rit | 14 | Rit | 18  | Rit | 15 | 12  | Rit | NP | 13  | 17  | NP | NP  | 15 | 10  | 15 | Rit | 13 | 8   | Rit | 14  | 34   |
| 8    | EBR         | 1190 RX         | 17 | 20 | 17  | 19  | 19 | NP  | Rit | 18  | 17 | Rit | 16  | 20 | Rit | Rit | 16 | Rit | 18 | 14  | 17 | 16  | 18 | Rit | 17  | 16  | 2    |
| NC   | Bimota      | BB3             |    |    | NV  | NV  | NV | NV  | NV  | NV  | NV | NV  | NV  | NV | NV  | NV  | NV | NV  | NV | NV  |    |     |    |     |     |     | 0    |